# Apote (Pasomayu)
Apote (auch: Apote Norte) ist eine Ortschaft im Departamento Cochabamba im südamerikanischen Andenstaat Bolivien.

## Lage im Nahraum
Apote ist eine Ortschaft im Kanton El Paso im Municipio Quillacollo in der gleichnamigen Provinz Quillacollo und grenzt im Westen an den zu El Paso gehörenden Ortsteil Apote (El Paso). Apote Norte liegt auf einer Höhe von 2718 m zwei Kilometer östlich der Mündung des Río Pihuisi in den Río Mal Pasomayu, der von den Hängen der Kordillere von Cochabamba in den Talkessel von Cochabamba fließt und zehn Kilometer flussabwärts in den Río Rocha mündet.

## Geographie
Apote liegt im Übergangsbereich zwischen der Anden-Gebirgskette der Cordillera Central und dem bolivianischen Tiefland.
Die mittlere Durchschnittstemperatur der Region liegt bei etwa 18 °C (siehe Klimadiagramm Cochabamba) und schwankt nur unwesentlich zwischen 14 °C im Juni/Juli und 20 °C im Oktober/November. Der Jahresniederschlag beträgt nur rund 450 mm, bei einer ausgeprägten Trockenzeit von Mai bis September mit Monatsniederschlägen unter 10 mm, und einer Feuchtezeit von Dezember bis Februar mit 90 bis 120 mm Monatsniederschlag.

## Verkehrsnetz
Apote liegt in einer Entfernung von neunzehn Straßenkilometern westlich von Cochabamba, der Hauptstadt des Departamentos.
Durch Cochabamba und Quillacollo führt die 1657 Kilometer lange Nationalstraße Ruta 4, die ganz im Westen an der chilenischen Grenze bei Tambo Quemado beginnt. Sie führt quer durch das ganze Land über Quillacollo, Colcapirhua, Cochabamba und Villa Tunari nach Santa Cruz und endet im südöstlichen Teil des Landes an der Grenze zu Brasilien bei der Stadt Puerto Quijarro.
Von Cochabamba aus folgt man der Ruta 4 nach Westen zehn Kilometer bis Colcapirhua und von dort der Landstraße „Avenida Reducto“ zwei Kilometer nach Norden nach Tiquipaya. Am Südrand von Tiquipaya folgt man der „Avenida Cochabamba“ zwei Kilometer in nordwestlicher Richtung und biegt dann nach Norden nach Apote ab.

## Bevölkerung
Die Einwohnerzahl der Ortschaft ist im vergangenen Jahrzehnt leicht angestiegen:
| Jahr | Einwohner         | Quelle       |
| ---- | ----------------- | ------------ |
| 1992 | keine Detaildaten | Volkszählung |
| 2001 | 431               | Volkszählung |
| 2012 | 499               | Volkszählung |
| 2024 |                   | Volkszählung |

Die Region weist einen hohen Anteil an Quechua-Bevölkerung auf. Im Municipio Quillacollo sprechen trotz der großstädtischen Überformung 55,8 Prozent der Bevölkerung Quechua.